# Atomorpha mabillearia
Atomorpha mabillearia är en fjärilsart som beskrevs av Lucas 1907. Atomorpha mabillearia ingår i släktet Atomorpha och familjen mätare. Inga underarter finns listade i Catalogue of Life.